# A24 news channel
 (mai 2018).
Si vous disposez d'ouvrages ou d'articles de référence ou si vous connaissez des sites web de qualité traitant du thème abordé ici, merci de compléter l'article en donnant les références utiles à sa vérifiabilité et en les liant à la section « Notes et références ».
A24 news channel est une chaîne de télévision d'information en continu kényane, à vocation panafricaine. Se définissant comme « une voix africaine pour l'Afrique », elle diffuse des programmes consacrés à la culture et à l'information sur le câble, le satellite et internet depuis le 19 septembre 2008. Elle appartient au groupe A24 media limited, agence de presse privée kényane.
Le projet est né de la volonté de Salim Amin, un photojournaliste et homme d'affaires kényan basé à Nairobi (également à la tête de la société Camerapix) de doter l'Afrique anglophone d'une chaîne de télévision qui soit une « voix africaine pour l'Afrique ». Jusqu'alors, en effet, le continent noir était dominé par les grands réseaux d'information internationaux, et notamment, pour l'Afrique anglophone, BBC World et CNN International. A24, qui s'inspire de ces grands médias, puise également à une autre source : la chaîne d'information en continu qatarienne Al Jazeera.
En plus de diffuser des bulletins d'informations, qui traitent de l'actualité panafricaine mais aussi internationale, A24 met à l'antenne de nombreux reportages traitant de la santé, de l'environnement, de l'économie, de l'art et de la musique, sujets traités selon une perspective africaine. Les problèmes du continent sont abordés à travers des débats et des reportages. Salim Amin résume son projet de la sorte : « Nous sommes différents dans chaque partie de l'Afrique ; nous avons des histoires, des cultures et des langues différentes. Mais nous avons besoin de nous parler les uns les autres, nous devons comprendre toutes ces différences, nous devons partager nos succès, et nous battre ensemble pour surmonter nos problèmes — qui sont souvent les mêmes — HIV, malaria, corruption, pauvreté, droits de l'homme et éducation ».